# 시편 6편
시편 6편은 여섯 번째 시편이다. 라틴어로는 "Domine ne in furore tuo arguas me"라고 한다. 이 참회 시편은 전통적으로 다윗이 지은 것으로 여겨진다.
시편은 유대교, 가톨릭, 루터교, 성공회 및 기타 개신교 전례의 정규 부분을 형성한다.

## 내용
1 여호와여 주의 분노로 나를 책망하지 마시오며 주의 진노로 나를 징계하지 마옵소서
2 여호와여 내가 수척하였사오니 내게 은혜를 베푸소서 여호와여 나의 뼈가 떨리오니 나를 고치소서
3 나의 영혼도 매우 떨리나이다 여호와여 어느 때까지니이까
4 여호와여 돌아와 나의 영혼을 건지시며 주의 사랑으로 나를 구원하소서
5 사망 중에서는 주를 기억하는 일이 없사오니 스올에서 주께 감사할 자 누구리이까
6 내가 탄식함으로 피곤하여 밤마다 눈물로 내 침상을 띄우며 내 요를 적시나이다
7 내 눈이 근심으로 말미암아 쇠하며 내 모든 대적으로 말미암아 어두워졌나이다
8 악을 행하는 너희는 다 나를 떠나라 여호와께서 내 울음 소리를 들으셨도다
9 여호와께서 내 간구를 들으셨음이여 여호와께서 내 기도를 받으시리로다
10 내 모든 원수들이 부끄러움을 당하고 심히 떪이여 갑자기 부끄러워 물러가리로다

### 히브리어 버전
| 절 | 내용                                                   |
| -- | ------------------------------------------------------ |
| 1  | .לַמְנַצֵּחַ בִּנְגִינוֹת, עַל-הַשְּׁמִינִית; מִזְמוֹר לְדָוִד                 |
| 2  | .יְהוָה, אַל-בְּאַפְּךָ תוֹכִיחֵנִי; וְאַל-בַּחֲמָתְךָ תְיַסְּרֵנִי               |
| 3  | .חָנֵּנִי יְהוָה, כִּי אֻמְלַל-אָנִי: רְפָאֵנִי יְהוָה--כִּי נִבְהֲלוּ עֲצָמָי     |
| 4  | .וְנַפְשִׁי, נִבְהֲלָה מְאֹד; ואת (וְאַתָּה) יְהוָה, עַד-מָתָי             |
| 5  | .שׁוּבָה יְהוָה, חַלְּצָה נַפְשִׁי; הוֹשִׁיעֵנִי, לְמַעַן חַסְדֶּךָ              |
| 6  | .כִּי אֵין בַּמָּוֶת זִכְרֶךָ; בִּשְׁאוֹל, מִי יוֹדֶה-לָּךְ                   |
| 7  | .יָגַעְתִּי, בְּאַנְחָתִי--אַשְׂחֶה בְכָל-לַיְלָה, מִטָּתִי; בְּדִמְעָתִי, עַרְשִׂי אַמְסֶה |
| 8  | .עָשְׁשָׁה מִכַּעַס עֵינִי; עָתְקָה, בְּכָל-צוֹרְרָי                       |
| 9  | .סוּרוּ מִמֶּנִּי, כָּל-פֹּעֲלֵי אָוֶן: כִּי-שָׁמַע יְהוָה, קוֹל בִּכְיִי         |
| 10 | .שָׁמַע יְהוָה, תְּחִנָּתִי; יְהוָה, תְּפִלָּתִי יִקָּח                      |
| 11 | .יֵבֹשׁוּ, וְיִבָּהֲלוּ מְאֹד--כָּל-אֹיְבָי; יָשֻׁבוּ, יֵבֹשׁוּ רָגַע             |

## 주제
시편 6편은 질병이나 괴로움으로 고통받는 자를 위한 기도 또는 억압으로 고통받는 이스라엘 왕국을 위한 기도로 쓰여진 것으로 추정된다.
제네바 성경(1599)은 다음과 같이 요약한다.
다윗이 그의 죄로 인해 하나님의 진노를 불러일으켰을 때, 이제 그에게 손을 대는 그의 손길을 느꼈을 뿐만 아니라 영원한 죽음의 공포를 생각하고 용서를 구한다. 6 하나님이 진노하사 그를 데려가시면 그가 사람들 가운데 있을 때에 하시던 것과 같이 그를 찬송할 기회가 없게 하려 하심이라 9 그때 갑자기 하나님의 자비를 느끼시고 그의 고난을 기뻐하는 그의 원수들을 엄히 꾸짖으신다.
이 시편은 주후 6세기의 주석에서 카시오도루스에 의해 확인된 일곱 개의 참회 시편 중 첫 번째 시편이다. 이 시편에 대한 많은 번역이 이루어졌으며 많은 작곡가가 이를 주제로 음악을 작곡했다.
마틴 루터에게 시편 6편은 매우 중요했다. 그것은 그의 신학의 다양한 중심점을 설명했다.
시편 6편은 인칭으로 구분되는 세 부분으로 구성되어 있다.
1. 먼저 시편 기자는 하나님에게 말하고
2. 그런 다음 자신을 위해 말하고
3. 끝으로 자신의 적들에게 말한다.

시편 기자는 1부와 2부에서 자신의 괴로움을 표현하고 이 괴로움을 묘사하기 위해 "힘이 없는", "뼈가 떨리는"(2절), "극한 괴로움"과 같은 다양한 단어를 사용한다. 그는 '눈물에 젖은 침상', '슬픔에 눈이 침침하다'는 과분함으로 고뇌까지 표현한다.
시편 기자의 원수를 언급하면서 우리는 이 고통이 관계 문제로 인해 발생함을 이해한다. 그러나 그가 결백한지는 불분명하다. 그러나 그는 복직될 것이고 그를 반대하는 자들은 당황할 것이라고 말했다. 문제는 주로 심리적인 것처럼 보이지만 몸을 통해서도 표현된다. 이는 시편 기자의 영혼이 하나님께 부르짖는 것과 같은 몸이다. 사실 이는 하느님을 버림받는 상황에 직면한 그의 영적 존재 안에서도 감동을 받는다. 하나님의 부재 속에서 시편 기자의 마지막 희망이 나타나며 마지막 세 구절에서 확신의 외침을 표현한다.